# Listă de băuturi energizante
Aceasta este o listă cu băuturi energizante aflate pe piața românească.
- 365
- 4Energy
- Adrenaline
- Aro
- Bar&Barry
- Big Party
- Burn
- Carrefour Discount
- Carrefour
- Clever Cora
- Crazy Wolf Effect
- Emerge Energy Drink
- Energizer
- Energy Cobra
- Energy Power Drink
- Gilroy
- Hell
- High5 Energy Source
- Lux Energy Drink
- Man Of Steel
- Maximum Speed
- Mixxed Up
- Monster
- Original Energy
- Piston
- Power Horse
- Proxy
- Race Energy Drink
- Red Bull
- Red Force Energy
- Red Rooster
- Reload
- Rienergy
- Rioba
- River Energy
- Shot Siti Tiger
- True Energy
- Vibe Volta+
- Vitamin Energy
- Vivid Well
- Winny
- XL Energy Drink
- XS